# Юсуф Наби
Юсуф Наби (тур. Yusuf Nâbi; 1642, Урфа — 10 апреля 1712, Стамбул) — турецкий поэт и писатель

.

## Биография
Родился будущий поэт в бедной семье. До 1666 года проживал в провинции Шанлиурфа, затем переехал в Стамбул, где с 1685 занимался государственной службой. Участвовал в военных походах. Позже около 25 лет проживал в г. Алеппо (современная Сирия). Здесь создал бо́льшую часть своих произведений. Когда Балтаджи Мехмед-паша стал великим визирем Османской империи вернулся в Стамбул, где и умер в 1712 году.

## Творчество
Юсуф Наби писал на арабском, турецком и персидском языках.
Автор замечательных газелей, поэм, прозаических произведений, путевых очерков.
Творческое наследие Юсуф Наби включает диван лирических стихов (изд. 1841), путевые очерки «Тухфет-уль-Харемейн» (1682, изд. 1849), поэмы.
В посвященной сыну дидактической поэме «Хайрийе» (1701, изд. 1889) поэт изложил свои этические и философские воззрения, основанные на догматах ислама, обличал праздность и лицемерие социальной верхушки.
В его сочинениях нашли отражение наиболее важные события эпохи. Так, в трактате «Fethname-i Kamenicę» он описал взятие армией Османской империи крепости Каменец (ныне Каменец-Подольский).

## Избранные сочинения
- Nâbî'nin Sûr-nâme’si, (Ankara, 1944)
- Fethname-i Kamenicę
- Hayriye